# シンシア・ラブ
『シンシア・ラブ』は、南沙織初の3枚組ベスト・アルバム。1977年10月1日発売。発売元はCBSソニー。

## 解説
- LP3枚にのぼる、ベストセレクション。
- 本ベスト盤発売時点で発売されたシングル曲23枚24曲（それぞれがA面におかれた2タイプのシングル盤が存在する「気がむけば電話して」「ふりむいた朝」はともに収録）が完全収録されている。
- アルバム単体作品としてはCD復刻化はされていないが、全楽曲は既に他アイテムでCD化済み。例えば、ソニーミュージックのインターネット・サイト「Sony Music Shop」で現行販売されている6枚組CD-BOX『Cynthia Memories』にすべてが収録されている（「哀愁のページ」は別ヴァージョン）。

## 収録曲

### Disk 1 / Side A
1. 17才
  - 作詞: 有馬三恵子、作曲・編曲: 筒美京平

第22回NHK紅白歌合戦 歌唱曲
2. 潮風のメロディ
  - 作詞: 有馬三恵子、作曲・編曲: 筒美京平
3. ともだち
  - 作詞: 有馬三恵子、作曲・編曲: 筒美京平
4. カリフォルニアの青い空
  - 作詞・作曲: A.Hammond・M.Hazlewood、編曲: 穂口雄右
5. 純潔
  - 作詞: 有馬三恵子、作曲・編曲: 筒美京平

第23回NHK紅白歌合戦 歌唱曲
6. 哀愁のページ
  - 作詞: 有馬三恵子、作曲・編曲: 筒美京平

### Disk 1 / Side B
1. 傷つく世代
  - 作詞: 有馬三恵子、作曲・編曲: 筒美京平
2. 早春の港
  - 作詞: 有馬三恵子、作曲・編曲: 筒美京平
3. 夏の感情
  - 作詞: 有馬三恵子、作曲・編曲: 筒美京平

第25回NHK紅白歌合戦 歌唱曲
4. 色づく街
  - 作詞: 有馬三恵子、作曲・編曲: 筒美京平

第24回NHK紅白歌合戦 歌唱曲
5. ひとかけらの純情
  - 作詞: 有馬三恵子、作曲・編曲: 筒美京平
6. バラのかげり
  - 作詞: 有馬三恵子、作曲・編曲: 筒美京平

### Disk 2 / Side A
1. 夜霧の街
  - 作詞: 有馬三恵子、作曲・編曲: 筒美京平
2. 女性
  - 作詞: 有馬三恵子、作曲: 筒美京平、編曲: 高田弘
3. 田園交響楽
  - 作詞: 松本隆、作曲・編曲: 馬飼野康二

10thアルバム『20才』（1974.12.10）より
4. 昼顔
  - 作詞: 有馬三恵子、作曲・編曲: 川口真

12thアルバム『人恋しくて』（1975.12.5）より
5. 粉雪の慕情
  - 作詞: ちあき哲也、作曲・編曲: 水谷公生

10thアルバム『20才』より
6. 妹よ
  - 作詞: 有馬三恵子、作曲: 筒美京平、編曲: 高田弘

7thアルバム『20才まえ』（1973.9.21）より

### Disk 2 / Side B
1. 想い出通り
  - 作詞: 有馬三恵子、作曲: 筒美京平、編曲: 萩田光雄
2. 夏の終り
  - 作詞: 安井かずみ、作曲・編曲: 筒美京平

11thアルバム『Cynthia Street』（1975.6.21）より
3. GET DOWN BABY
  - 作詞: 安井かずみ、作曲・編曲: 筒美京平

11thアルバム『Cynthia Street』より
4. 20才の立場
  - 作詞: 安井かずみ、作曲・編曲: 筒美京平

11thアルバム『Cynthia Street』より
5. ひとねむり
  - 作詞: 落合恵子、作曲: 筒美京平、編曲: 林哲司
6. 人恋しくて
  - 作詞: 中里綴、作曲: 田山雅充、編曲: 水谷公生

第26回NHK紅白歌合戦 歌唱曲

### Disk 3 / Side A
1. 青春に恥じないように
  - 作詞: 荒井由実、作曲: 川口真、編曲: 萩田光雄
2. 気がむけば電話して
  - 作詞: 中里綴、作曲: 田山雅充、編曲: 萩田光雄
3. 素顔のままで
  - 作詞: 中里綴、作曲: 田山雅充、編曲: 水谷公生

13thアルバム『素顔のままで』（1976.4.21）収録
4. ふりむいた朝
  - 作詞: 中里綴、作曲: 田山雅充、編曲: 萩田光雄
5. 青い服の想い出
  - 作詞: 安井かずみ、作曲: 加藤和彦、編曲: 萩田光雄

14thアルバム『哀しい妖精』（1976.9.21）収録
6. 哀しい妖精
  - 作詞: 松本隆、作曲: ジャニス・イアン、編曲: 萩田光雄

第27回NHK紅白歌合戦 歌唱曲

### Disk 3 / Side B
1. ゆれる午後
  - 作詞: 有馬三恵子、作曲: 筒美京平、編曲: 萩田光雄
2. 愛はめぐり逢いから
  - 作詞: 岡田冨美子、作曲・編曲: 林哲司
3. PEOPLE TALK （輝く瞳）
  - 作詞・作曲: ジャニス・イアン、訳詞: 中里綴、編曲: 萩田光雄

15thアルバム『ジャニスへの手紙』（1976.12.21）収録
4. 愛ほのぼの
  - 作詞: 岡田冨美子、作曲: 梅垣達志、編曲: 萩田光雄

17thアルバム『Hello!Cynthia』（1977.8.21）収録
5. いつか逢えますね
  - 作詞: 有馬三恵子、作曲: 筒美京平、編曲: 船山基紀

16thアルバム『午後のシンシア』（1977.4.1）収録
6. 街角のラブソング
  - 作詞・作曲: つのだひろ、編曲: 萩田光雄

第28回NHK紅白歌合戦 歌唱曲

## 関連作品
- 出典アルバム
  - 20才まえ
  - 20才
  - Cynthia Street
  - 人恋しくて
  - 素顔のままで
  - 哀しい妖精
  - ジャニスへの手紙
  - 午後のシンシア
  - Hello!Cynthia
- 2枚組以上のベスト盤　※CD-BOX含む
  - 南沙織デラックス
  - Best of Best 南沙織のすべて
  - シンシアのハーモニー
  - THE BEST / 南沙織 -1978年11月版-
  - THE BEST / 南沙織 -1979年11月版-
  - 南沙織ベスト Recall 〜28 SINGLES SAORI + 1〜
  - Cynthia Memories
  - GOLDEN J-POP/THE BEST 南沙織
  - CYNTHIA ANTHOLOGY
  - GOLDEN☆BEST 南沙織 筒美京平を歌う
  - Cynthia Premium
  - GOLDEN☆BEST 南沙織 コンプリート・シングルコレクション
  - ゴールデン☆アイドル 南沙織
  - CYNTHIA ALIVE
- シングルズ・ベスト
  - 南沙織ヒット全曲集 -1975年版-
  - シンシア・メモリー
  - THE BEST / 南沙織 -1978年11月版-
  - THE BEST / 南沙織 -1979年11月版-
  - THE BEST / again 南沙織
  - 南沙織のすべて
  - 南沙織ベスト・コレクション
  - 南沙織ベスト Recall 〜28 SINGLES SAORI + 1〜
  - GOLDEN J-POP/THE BEST 南沙織
  - DREAM PRICE 1000 南沙織 17才
  - DREAM PRICE 1000 南沙織 色づく街
  - 南沙織 スーパー・ベスト
  - 南沙織 BEST OF BEST

## 関連人物
- 有馬三恵子
- 川口真
- ジャニス・イアン
- 田山雅充
- 筒美京平
- 中里綴
- 萩田光雄
- 松本隆
- 安井かずみ